# Aspidosperma resonans
Aspidosperma resonans là một loài thực vật có hoa trong họ La bố ma. Loài này được H.J.Will. & Goyder mô tả khoa học đầu tiên năm 2005.